# دانشگاه ساپینزای رم

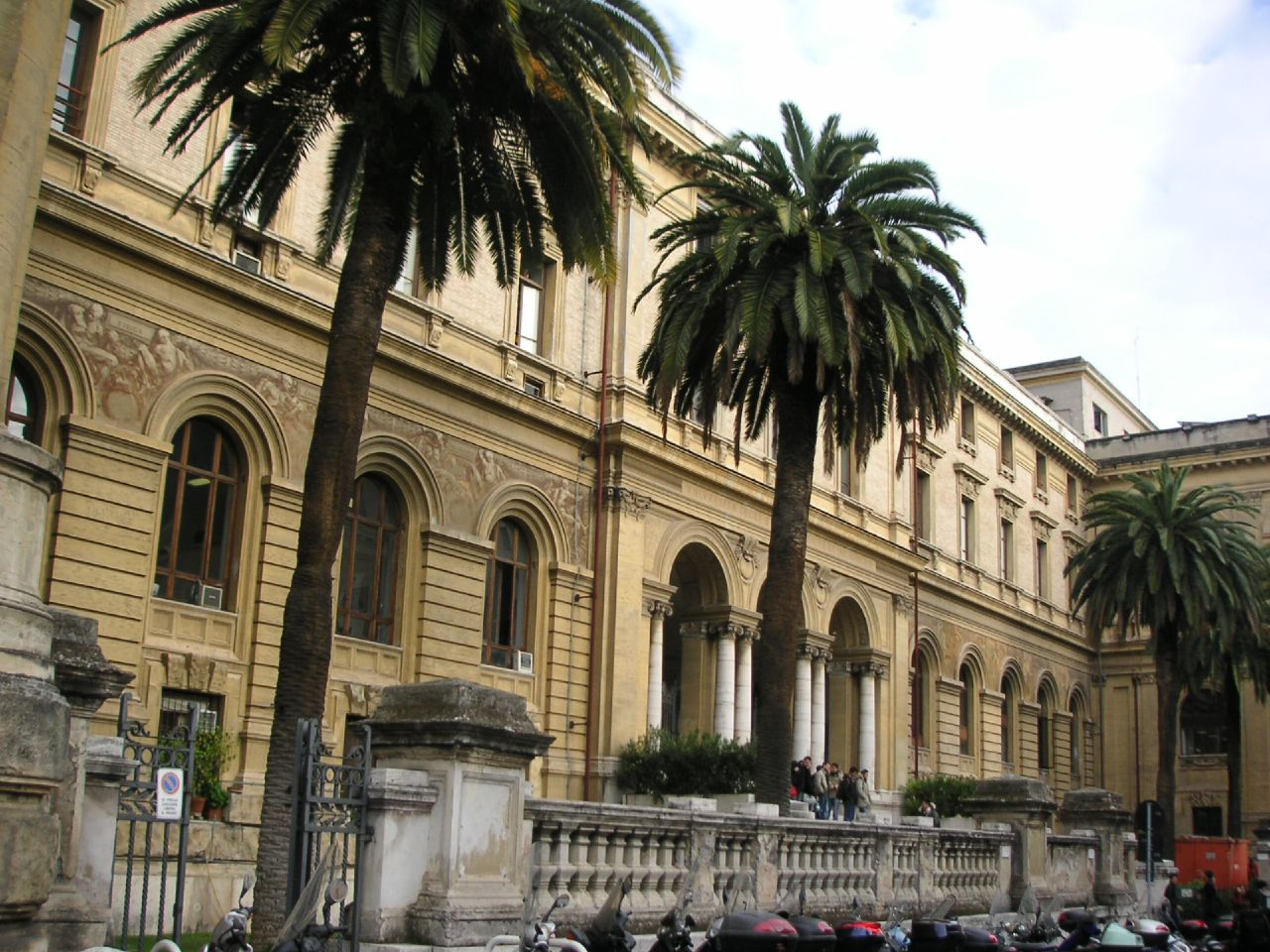

دانشگاه ساپینزای رم، با نام رسمی ساپینزا - دانشگاه رم (به ایتالیایی: Sapienza - Università di Roma)، بزرگ‌ترین دانشگاه اروپا و قدیمی‌ترین دانشگاه شهر رم در ایتالیا است که در سال ۱۳۰۳ میلادی، تأسیس شده است. بر طبق رتبه‌بندی آکادمیک دانشگاه‌های جهان (ARWU) دانشگاه ساپینزا در بین ۳۰ دانشگاه برتر اروپا جای دارد. این دانشگاه بر اساس رتبه‌بندی مجموع دانشگاه‌های برتر (ARTU) که توسط دانشگاه نیو ساوت ولز در سیدنی منتشر می‌شود در سال ۲۰۲۲ رتبه اول (۱) در بین دانشگاه‌های ایتالیا است.
نشان (لوگو) دانشگاه رم - ساپینزا
در سال ۲۰۱۳، دانشگاه ساپینزا رم طبق اعلام مرکز رتبه‌بندی دانشگاه‌های جهان، رتبه ۶۲ در جهان و بالاترین رتبه در ایتالیا قرار دارد.
این دانشگاه توسط رتبه‌بندی علمی دانشگاه‌های جهان (ARWU) به‌طور مرتب، اولین رتبه در میان دانشگاه‌های اروپای جنوبی قرار دارد. این دانشگاه در میان بالای ۳ درصد از دانشگاه‌های جهان قرار دارد. همچنین، دانشگاه ساپینزا معمولاً به عنوان یکی از ده دانشگاه برتر اروپا است.
دانشگاه ساپینزا رم یکی از معتبرترین دانشگاه‌های اروپا و معتبرترین دانشگاه ایتالیا است. از جمله فارغ‌التحصیلان این دانشگاه، بسیاری از برندگان جایزه نوبل، رئیس پارلمان اروپا، سران چندین کشور و دانشمندان و فضانوردان قابل توجه است.
ساپینزا به ایتالیایی به معنای حکمت یا فرزانگی است.
بر اساس رتبه‌بندی مجموع دانشگاه‌های برتر (ARTU) 2022 که توسط دانشگاه نیو ساوت ولز در سیدنی تهیه شده است، دانشگاه ساپینزا Sapienza رتبه اول (۱) در ایتالیا است.
بر اساس ارزیابی سیستم رتبه یندی، TIMESاز نظر سیستم آموزشی در اروپا (European teaching rankings) در سال ۲۰۲۲ در جایگاه ۱۰۱–۱۲۵ قرار گرفت.
بر اساس ارزیابی سیستم رتبه‌بندی TIMESدر سال ۲۰۲۲ دانشگاه ساپینزا در رتبه ۲ دانشگاه‌های کشور ایتالیا قرار گرفته است.
- بر اساس سیستم رتبه‌بندی تایمز (TIMES) در سال ۲۰۲۲: ۱۹۷
- بر اساس سیستم رتبه‌بندی QS در سال 2022:[۴] ۱۷۱
- بر اساس سیستم رتبه‌بندی CWUR در سال 2022:[۵] ۱۱۳

از طرفی در رتبه‌بندی دانشگاه‌ها بر اساس impact دانشگاه‌ها (impact rankings) این دانشگاه در سال ۲۰۲۱ در جایگاه ۱۰۱–۲۰۰ قرار گرفته است.

## تاریخ
دانشگاه ساپینزای رم در سال ۱۳۰۳ با دستور پاپ بونیفاس هشتم برای مطالعات کلیسایی بنا نهاده شد. پاپ می‌خواست تا این دانشگاه بیشتر از دانشگاه بولونیا و دانشگاه پادووا تحت نظر او باشد.

## مشاهیر
دانشگاه ساپینزای رم، فارغ‌التحصیلان مشهور بسیاری از جمله؛ برندگان جایزه نوبل، رئیس پارلمان اروپا، سران چندین کشور و دانشمندان و فضانوردان قابل توجهی دارد.
افراد معروفی که از دانشگاه ساپینزا رم فارغ‌التحصیل شده‌اند:
| ردیف | فارغ‌التحصیلان        | فارغ‌التحصیلان | رتبه علمی         | توضیحات | جوایز |
| ---- | -------------------- | ------------- | ----------------- | --- | --- |
| ۱    | فدریکا موگرینی       |               | علوم سیاسی        | نماینده عالی اتحادیه اروپا در سیاست خارجی | - |
| ۲    | انریکو فرمی          |               | فیزیک             | فیزیک‌دان آمریکایی ایتالیایی‌الاصل، از چهره‌های کلیدی در ایجاد بمب اتمی و کاشف: عناصر رادیواکتیو جدید تولید شده توسط تابش نوترون و واکنش زنجیره‌ای هسته‌ای کنترل شده               | موفق به دریافت جایزه نوبل فیزیک |
| ۳    | امیلیو گینو سگر      |               | فیزیک             | فیزیک‌دان، از چهره‌های کلیدی در ایجاد بمب اتمی | موفق به دریافت جایزه نوبل فیزیک |
| ۴    | دانیل باوت           |               | علوم اعصاب رفتاری | داروشناسی در زمینه آنتی‌هیستامینها | موفق به دریافت جایزه نوبل فیزیولوژی و پزشکی |
| ۵    | انیو د گیروگی        |               | ریاضیات           | ریاضی‌دان که در زمینه معادلات دیفرانسیل با مشتقات جزئی کار کرده است. | موفق به دریافت جایزه ولف و جایزه Caccioppoli Prize |
| ۶    | اومبرتو گیدونی       |               | اخترفیزیک         | فضانورد در آژانس فضایی اروپا و آژانس فضایی ایتالیا و مأمور سابق ناسا در مأموریت شاتل فضایی                                                                                    | - |
| ۷    | سرجیو ماتارلا        |               | حقوق              | ۱۲مین رئیس‌جمهور ایتالیا | - |
| ۸    | ویتو ولترا           |               | فیزیک ریاضی       | فیزیک‌دان و ریاضی‌دان، شناخته‌شده برای نظریه معادلات انتگرال و معادله لوتکا-ولتررا                                                                                               | - |
| ۹    | چزاره بورجیا         |               | حقوق              | کاردینال و سیاستمدار ایتالیایی | - |
| ۱۰   | گابریله دانونزیو     |               | ادبیات            | شاعر و نویسنده مشهور ایتالیائی و هم‌چنین روزنامه‌نگار، نمایشنامه‌نویس و سیاستمدار                                                                                                | - |
| ۱۱   | برناردو برتولوچی     |               | ادبیات مدرن       | کارگردان و فیلم‌نامه‌نویس فیلم‌هایی چون: آخرین امپراتور، خیالباف‌ها و آخرین تانگو در پاریس و ….                                                                                   | برنده جوایز: روبان نقره‌ای بهترین کارگردان، جایزه اسکار بهترین کارگردانی، جایزه اسکار بهترین فیلم‌نامه اقتباسی، جایزه گلدن گلوب بهترین کارگردانی، جایزه گلدن گلوب بهترین فیلم‌نامه، جایزه دیوید دی دوناتلو بهترین کارگردان، دیوید دی دوناتلو بهترین فیلم‌نامه، جایزه شیر طلایی برای کار خود را در جشنواره فیلم ونیز، درجه افتخاری نخل طلا در جشنواره فیلم کن |
| ۱۲   | چارلز پانزی          |               | کسب‌وکار (بیزینس)  | شناخته‌شده برای طرح ترفند پانزی که یک طرح سرمایه‌گذاری کلاه‌برداران است که به اسم او نامگذاری شده است.                                                                           | - |
| ۱۳   | نیکولا کابیبو        |               | فیزیک             | دانشمند ایتالیایی، رئیس مؤسسه ملی فیزیک هسته‌ای ایتالیا و رئیس آکادمی علوم پانتیفیکال (علوم اسقفی)                                                                             | - |
| ۱۴   | مائوریتسیو کلی       |               | ژئوفیزیک          | فضانورد در آژانس فضایی اروپا و آژانس فضایی ایتالیا و مأمور سابق ناسا در مأموریت شاتل فضایی                                                                                    | - |
| ۱۵   | عبدالرشید علی شرماکه |               | علوم سیاسی        | ۲مین رئیس‌جمهور سومالی | - |
| ۱۶   | لوکا دی مونتدزمولو   |               | حسابداری          | کارآفرین و مدیر ارشد اجرایی و رئیس هیئت مدیره شرکت فراری هم‌چنین رئیس فیات اتومبیلز از سال ۲۰۰۴ تا ۲۰۱۰                                                                        | - |
| ۱۷   | گائتانو فیشرا        |               | ریاضیات           | ریاضیدان و تاریخ‌نگار ریاضیات، کار بر روی آنالیز ریاضی، الاستیسیته خطی، معادله دیفرانسیل با مشتقات پاره‌ای و چند متغیره مختلط. عضو چندین آکادمی علوم از جمله آکادمی علوم روسیه. | - |
| ۱۸   | مارچلو پیاسنتینی     |               | معماری            | معمار | نظریه‌پرداز شهری و معمار رسمی رژیم فاشیست |
| ۱۹   | کارلو وردون          |               | ادبیات مدرن       | هنرپیشه برجسته، فیلم‌نامه‌نویس و کارگردان فیلم. | - |
| ۲۰   | اسکات اودل           |               | تاریخ             | نویسنده کتاب | برنده جوایز: مدال نیوبری، جایزه قفسه لوئیس کارول، جایزه ادبیات نسل جوان آلمان |
| ۲۱   | جورجو آگامبن         |               | فلسفه             | فیلسوف | - |

### هیئت علمی و کارکنان
در میان دانشمندان برجسته که در دانشگاه ساپینزا رم آموزش داده‌اند معماران ارنستو باسیله و برونو زوی هستند. شیمیدان امانوئل پاترنو، حقوقدان جولیانو آماتو، ریاضیدان ویتو ولترا. همچنین دکتر دانیل باوت داروساز و برنده جایزه نوبل فیزیولوژی و پزشکی، شیمیدان و برنده جایزه نوبل جولیو ناتا، فیزیک‌دان و برنده جایزه نوبل فیزیک انریکو فرمی و هم‌چنین افرادی چون: ژول مازارن، فدریگو انریکوئس، ماریا مونته سوری، بارنابا تورتولینی، ادواردو آمالدی، اتوره مایورانا، برونو پونته‌کوروو، فرانکو راستی، جیووانی باتیستا بکاریا، آنتونیو سینیورینی، نیکولا کابیبو، چزاره بورجیا و جوزپه اونگارتی جز تدریس کنندگان دانشگاه ساپینزا رم بوده‌اند.

## نگارخانه

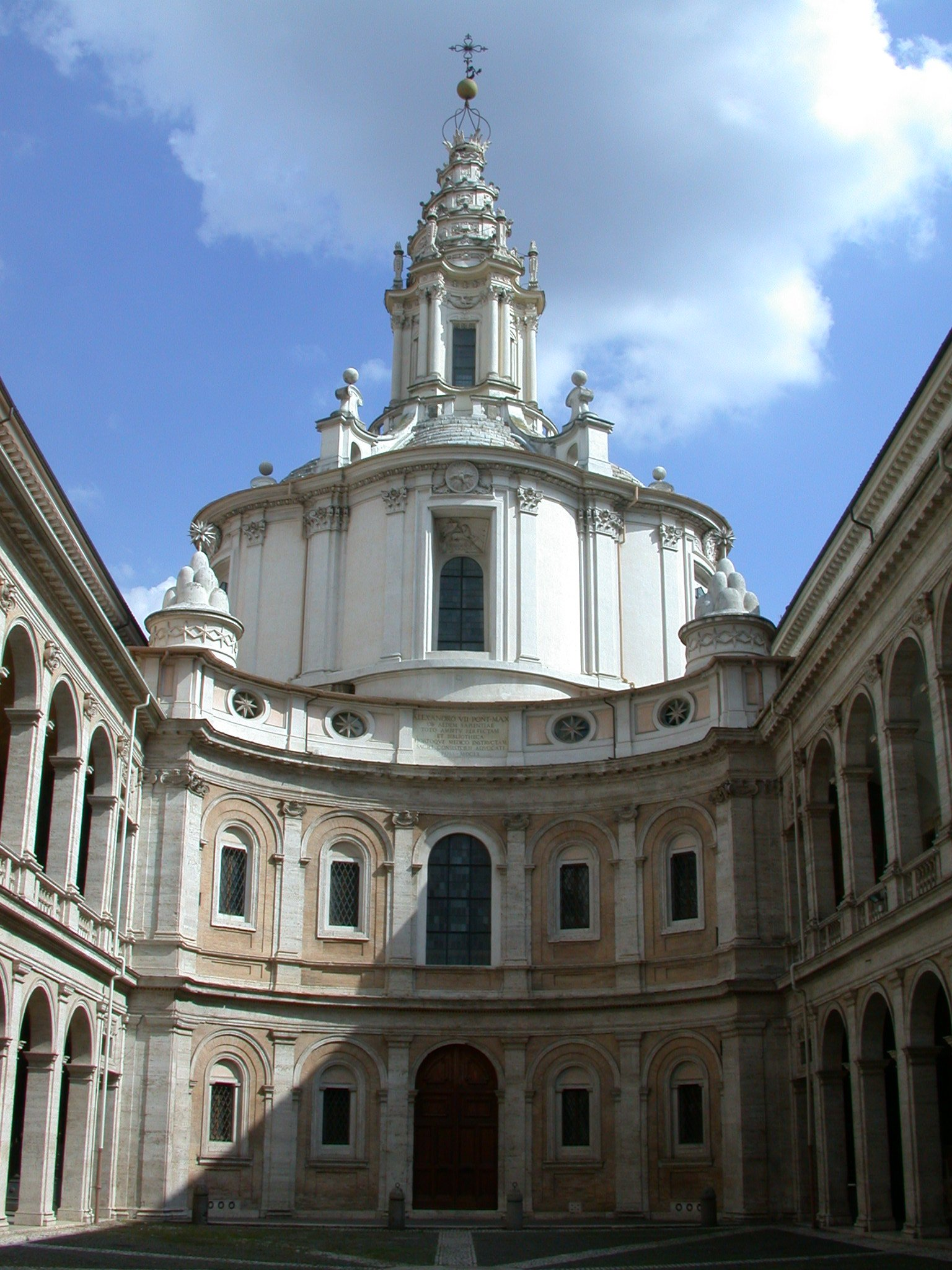
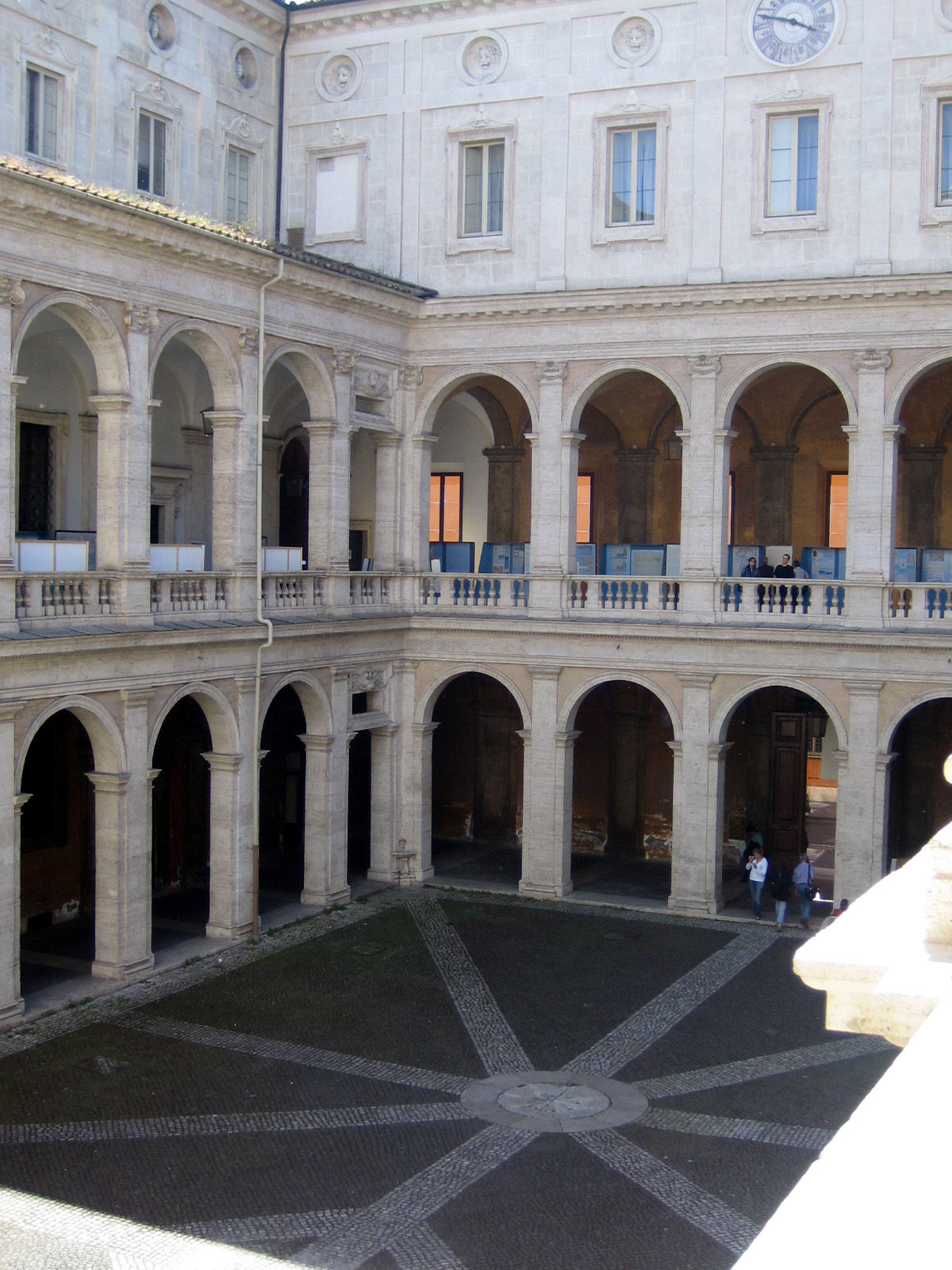
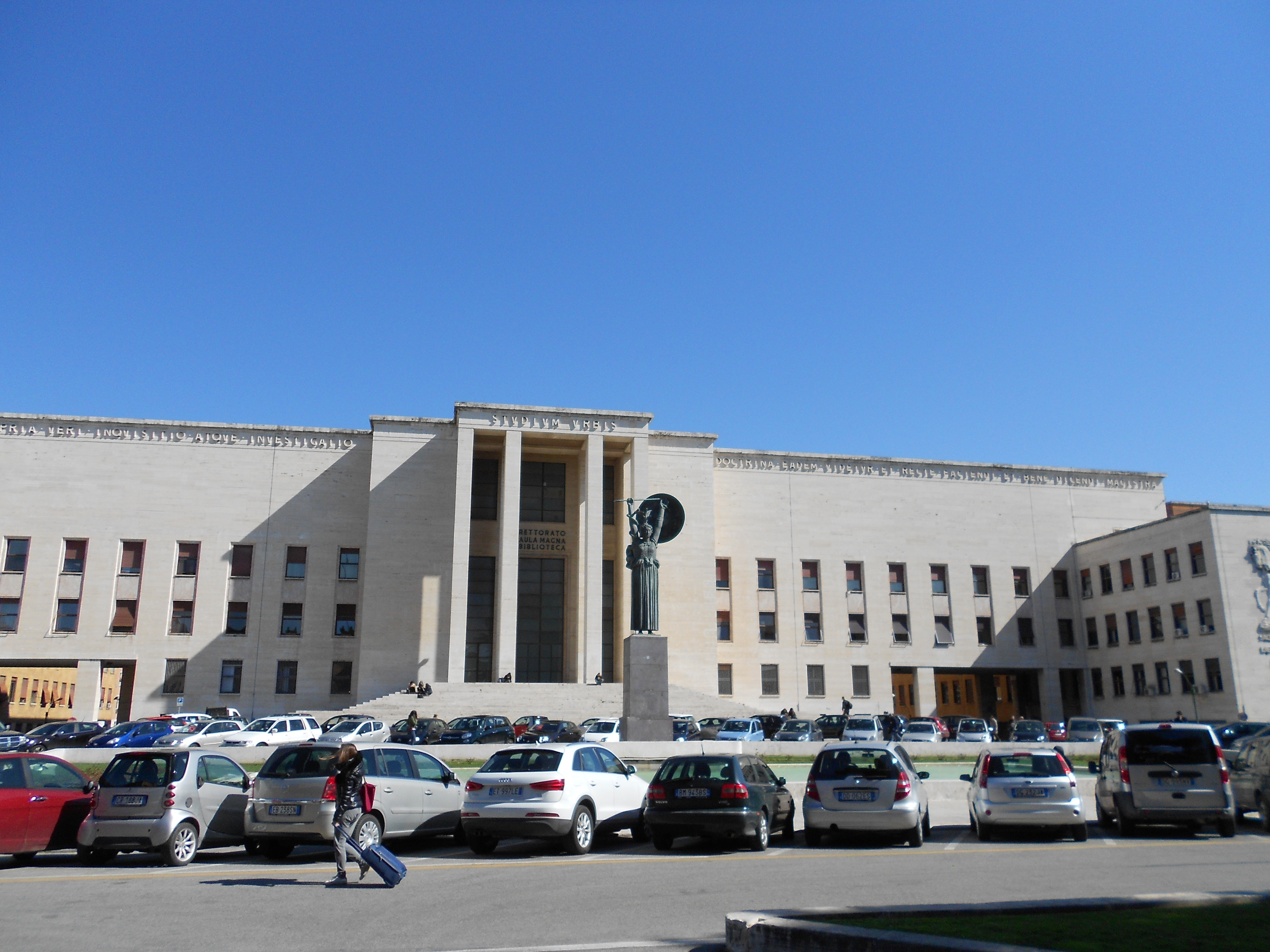
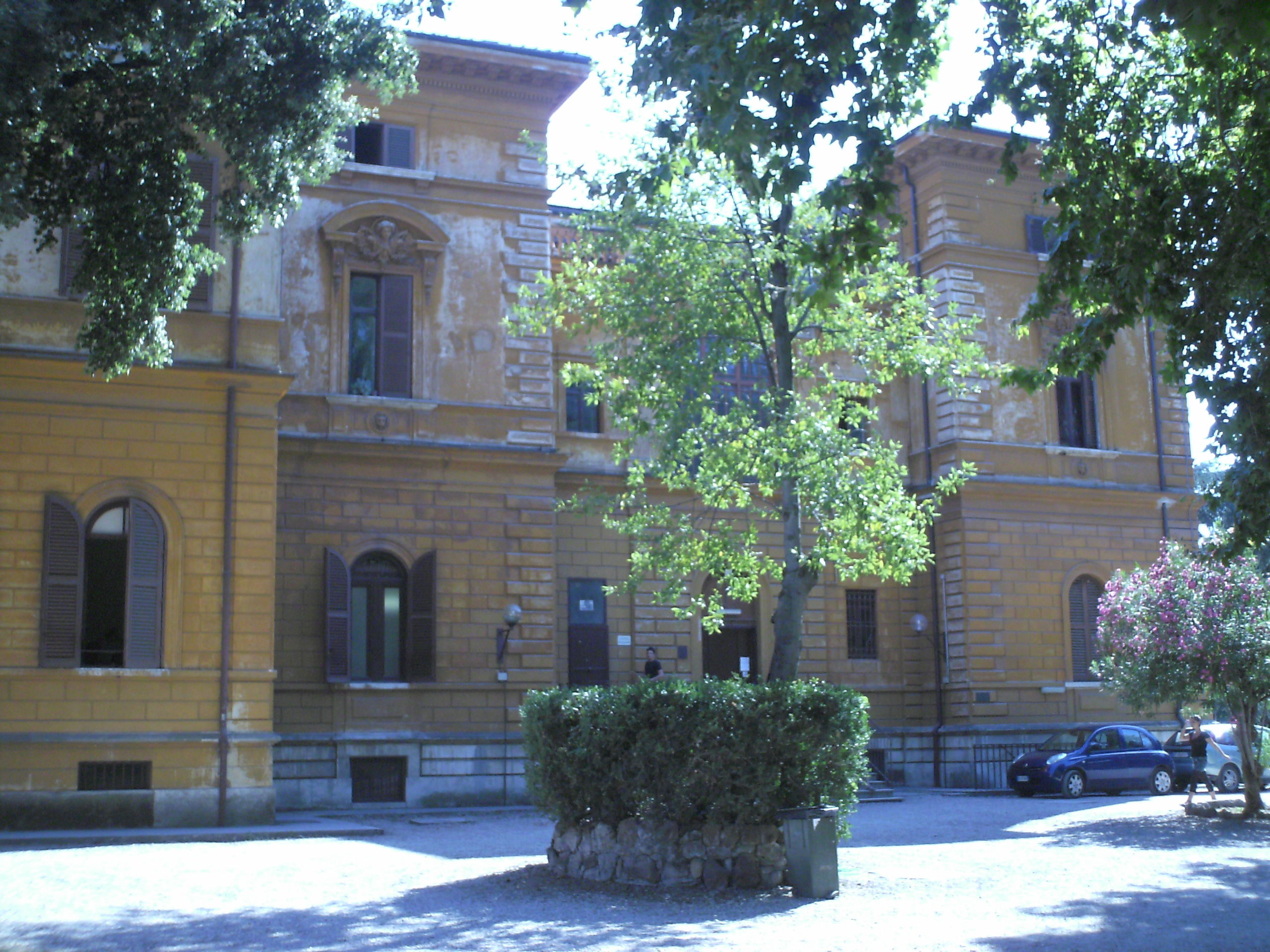
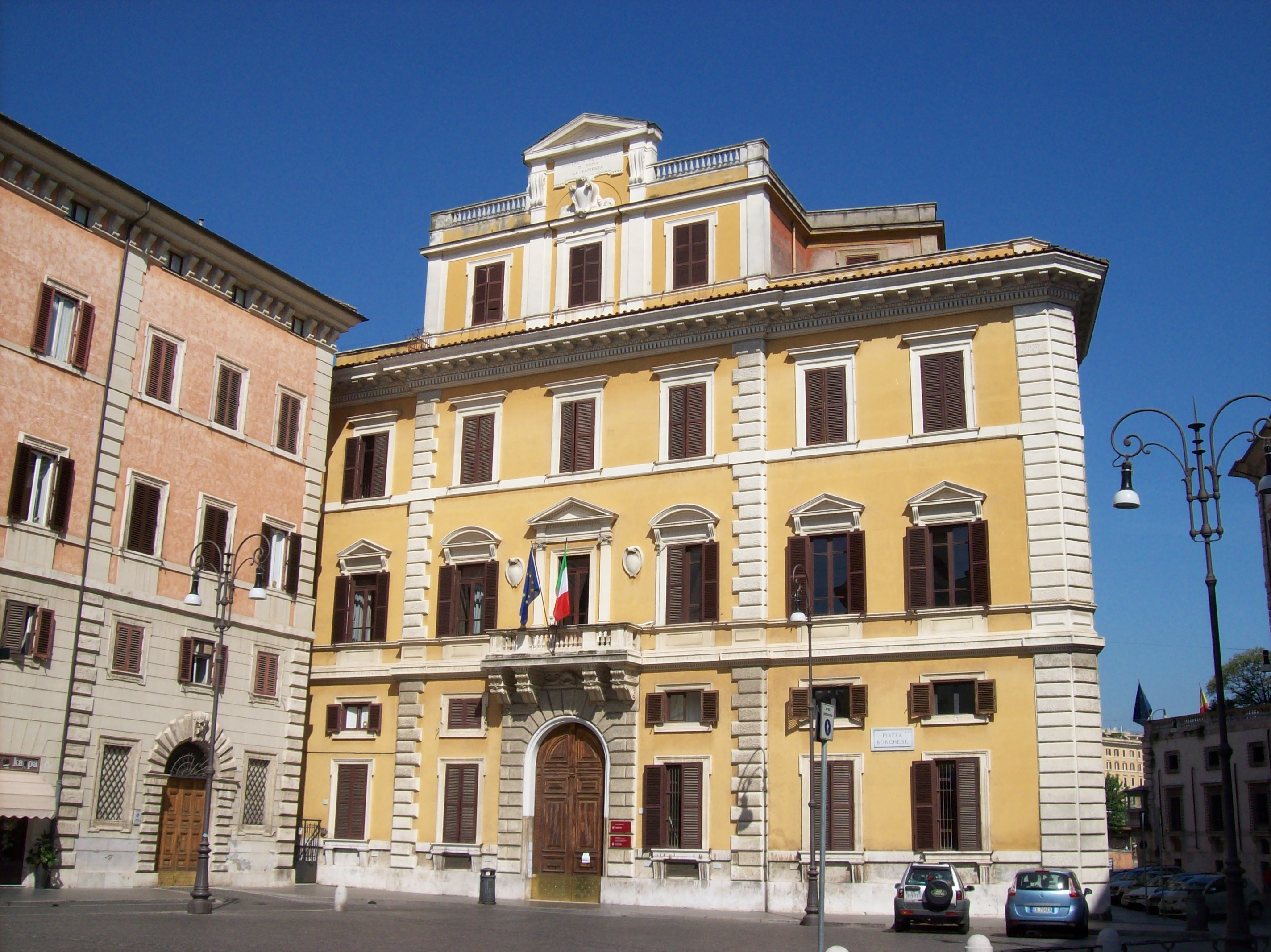